# Клей Ґвіда
Кле́йтон Ча́рльз Ґві́да (англ. Clayton Charles Guida; *8 грудня 1981, Раунд Лейк, Іллінойс, США) — американський спортсмен, професійний боєць змішаного стилю. Чемпіон світу зі змішаних бойових мистецтв у легкій ваговій категорії за версією Strikeforce (2006 рік). Входив у десятку найкращих легковаговиків світу протягом 2011 – 2012 років за рейтингом «Sherdog».

## Біогарфія
Клей Ґвіда розпочав професійну кар'єру у змішаних єдиноборствах в 2003 році. Протягом трьох років він змагався на регіональному рівні, виступаючи на локальних бійцівських турнірах Середнього Заходу. До 2006 року провів понад 20 боїв (дані різняться), здобувши перемогу у більшості з них. У певний момент кар’єри мав 15 перемог поспіль. В березні 2006 року підписав угоду із організацією Strikeforce, під егідою якої проводився чемпіонат світу зі змішаних бойових мистецтв. В тому ж місяці Ґвіда здобув титул чемпіона світу, перемігши за рішенням суддів перспективного легковаговика Джоша Томсона. Здобутий титул втратив у бою з Гілбертом Мелендесом. Наприкінці 2006 року підписав контракт із чемпіонатом UFC, відтоді проводить виступи у цій організації. В UFC Клей Ґвіда провів 16 поєдинків, 9 з них виграв, 7 разів відзначався преміями «Бій вечора» та «Підкорення вечора», двічі був удостоєний престижної премії «Бій року». Перемагав чемпіонів світу Ентоні Петтіса та Таканорі Ґомі. Більшість перемог Ґвіди здобуті підкоренням.
Клейтон Ґвіда відомий своїм високоактивним стилем ведення бою, що ґрунтується на поєднанні технік класичної та американської боротьби із греплінгом та кікбоксингом. Маючи зразкову функціональну підготовку Ґвіда демонструє у поєдинках особливий наступальний темп і витривалість, що відзначається спортивним аналітиками як феномен.

## Цікаві факти

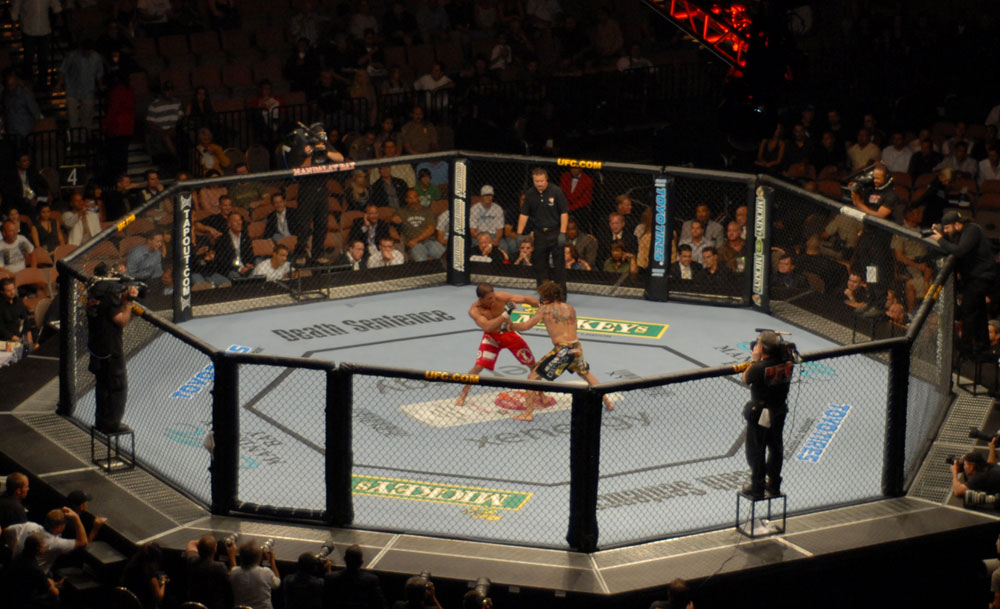
Бій Клея Ґвіди та Маркуса Ауреліу на турнірі «UFC 74». Лас-Вегас, 2007 рік

- Псевдо Ґвіди — «Тесляр». Тривалий час боєць поєднував роботу тесляра із тренувальними буднями спортсмена.
- Певний час працював на траулері для заготівлі крабів, у Беринговому морі.
- Старший брат Клейтона, — Джейсон Ґвіда, — також професійний боєць змішаного стилю.